# Грузино-казахстанские отношения
Грузино-казахстанские отношения — дипломатические отношения между Грузией и Казахстаном.

## История
23 июля 1992 года были установлены дипломатические отношения между странами. Базовым документом отношений является Договор об основах отношений между Казахстаном и Грузией, который был подписан 1 июля 1993 года.
В 1992 году Грузия открыла своё посольство в Алматы, которое в 2003 году было передислоцировано в Астану.
В сентябре 1996 года Казахстан открыл посольство Казахстана в Азербайджане и по совместительству в Грузии. В 2003 году была открыта дипломатическая миссия Казахстана в Тбилиси, которая в январе 2008 года была преобразована в посольство.
Первый президент Казахстана Нурсултан Назарбаев впервые посетил Грузию с официальным визитом 2-4 октября 2005 года. В ходе визита он провёл встречи с президентом Грузии Михаилом Саакашвили, председателем парламента Грузии Нино Бурджанадзе, принял участие в церемонии возложения венков к Мемориалу героям, павшим за единство Грузии, и закладке камня под строительство нового комплекса гостиницы «Иверия» и площади Республики в Тбилиси, осмотрел Батумский морской порт. были подписаны Межправительственное соглашение о взаимных поездках граждан и Программа торгово-экономического сотрудничества между правительствами.
За время президентства Назарбаева президенты Грузии посещали Казахстан с официальными и рабочими визитами 6 раз (1993, 2005, 2007, 2008, 2010, 2017 годы).

## Экономическое сотрудничество
Согласно информации Агентства по статистике Казахстана товарооборот между странами за 2012 год составил более 150 млн долларов США. Данное сотрудничество проходит в основном в сфере промышленности и туризма.

## Проблемы
12 мая 2014 года в Министерстве иностранных дел Казахстана была проведена встреча с послом Грузии Зурабом Патарадзе относительно участившихся отказов во въезде на территорию Грузии граждан Казахстана и вручена официальная нота.

## Списки послов

### Послы Казахстана в Грузии
Список послов без учёта послов по совместительству и временных поверенных в делах:
1. Ермухамет Ертысбаев (2013—2018)
2. Бауржан Мухамеджанов (май 2018 — 9 декабря 2022)
3. Малик Мурзалин (9 декабря 2022 — н. в.)

### Послы Грузии в Казахстане
Список послов без учёта послов по совместительству и временных поверенных в делах:
1. Теймураз Гоголадзе (7 августа 1993 — 16 июня 2003)
2. Нугзар Духидзе (1 июля 2003 — 20 июля 2004)
3. Зураб Шургая (15 октября 2004 — 1 февраля 2009)
4. Паата Каландадзе (1 октября 2009 — 1 апреля 2012)
5. Зураб Патарадзе (2013—2016)
6. Зураб Абашидзе (1 февраля 2017 — 31 августа 2021)
7. Николоз Лалиашвили (17 ноября 2022 — н. в.)